# Jeep Avenger
Jeep Avenger – samochód osobowy typu crossover klasy subkompaktowej produkowany pod amerykańską marką Jeep od 2023 roku.

## Historia i opis modelu

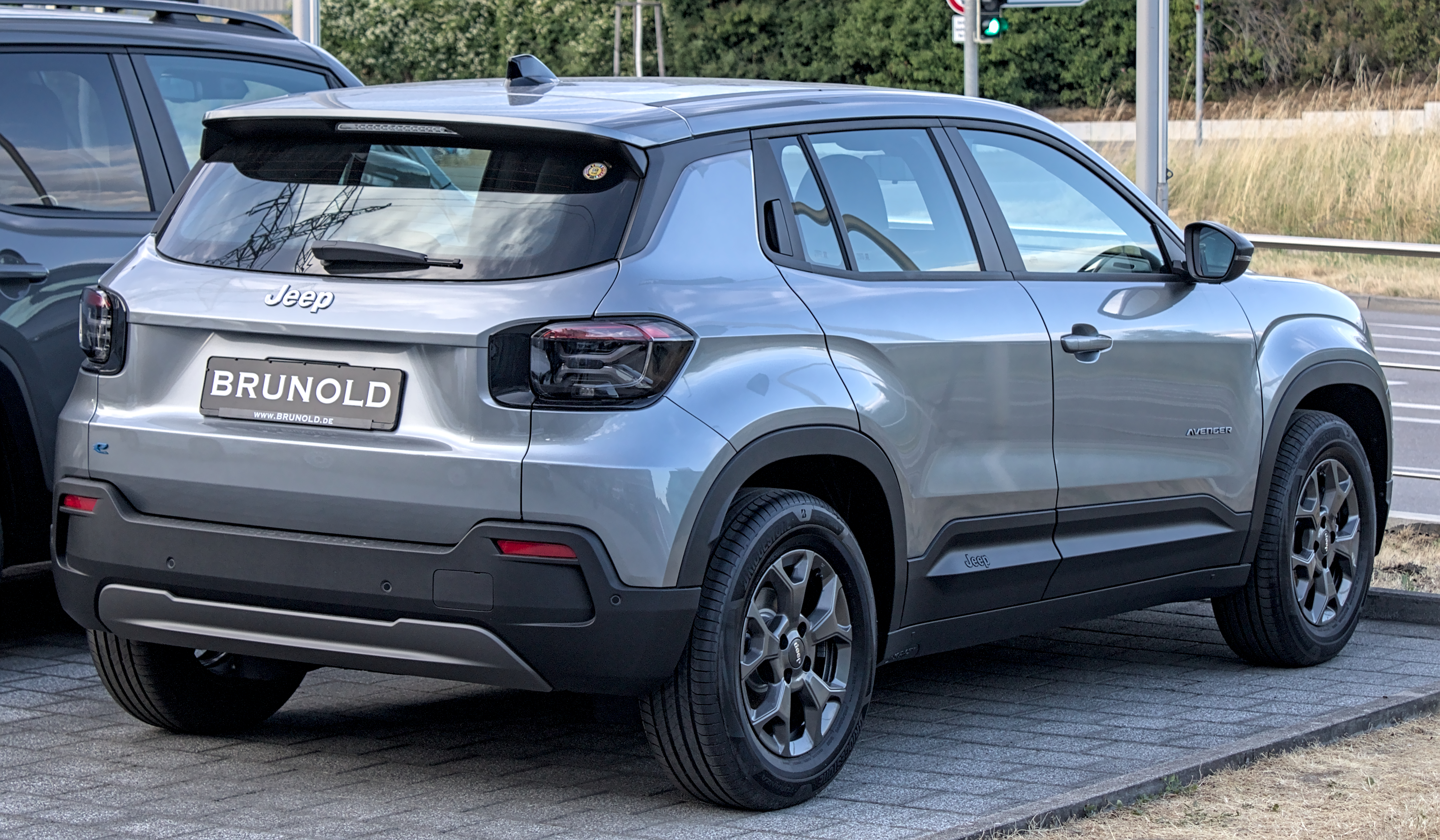
Jeep Avenger BEV - tył

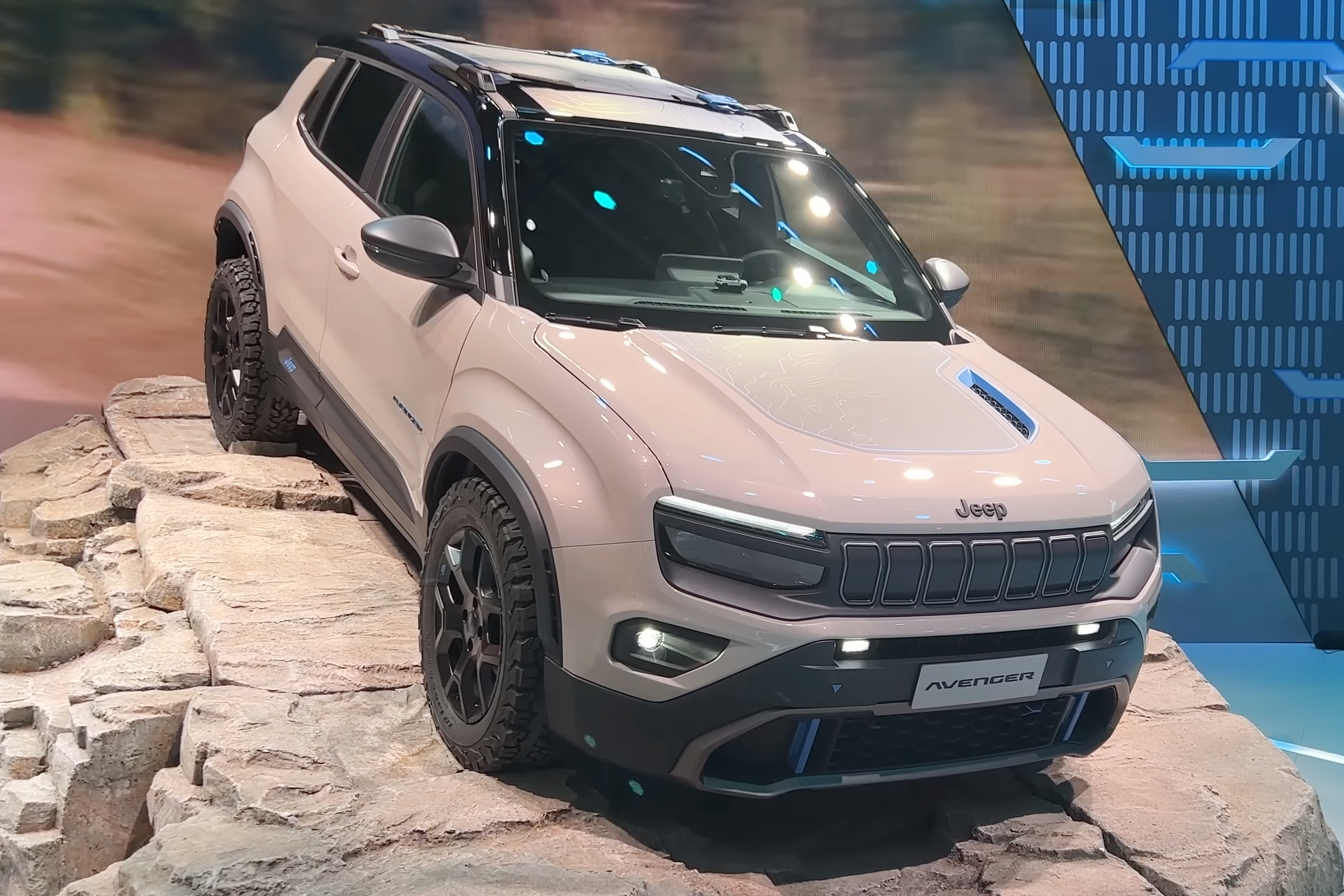
Jeep Avenger 4xe

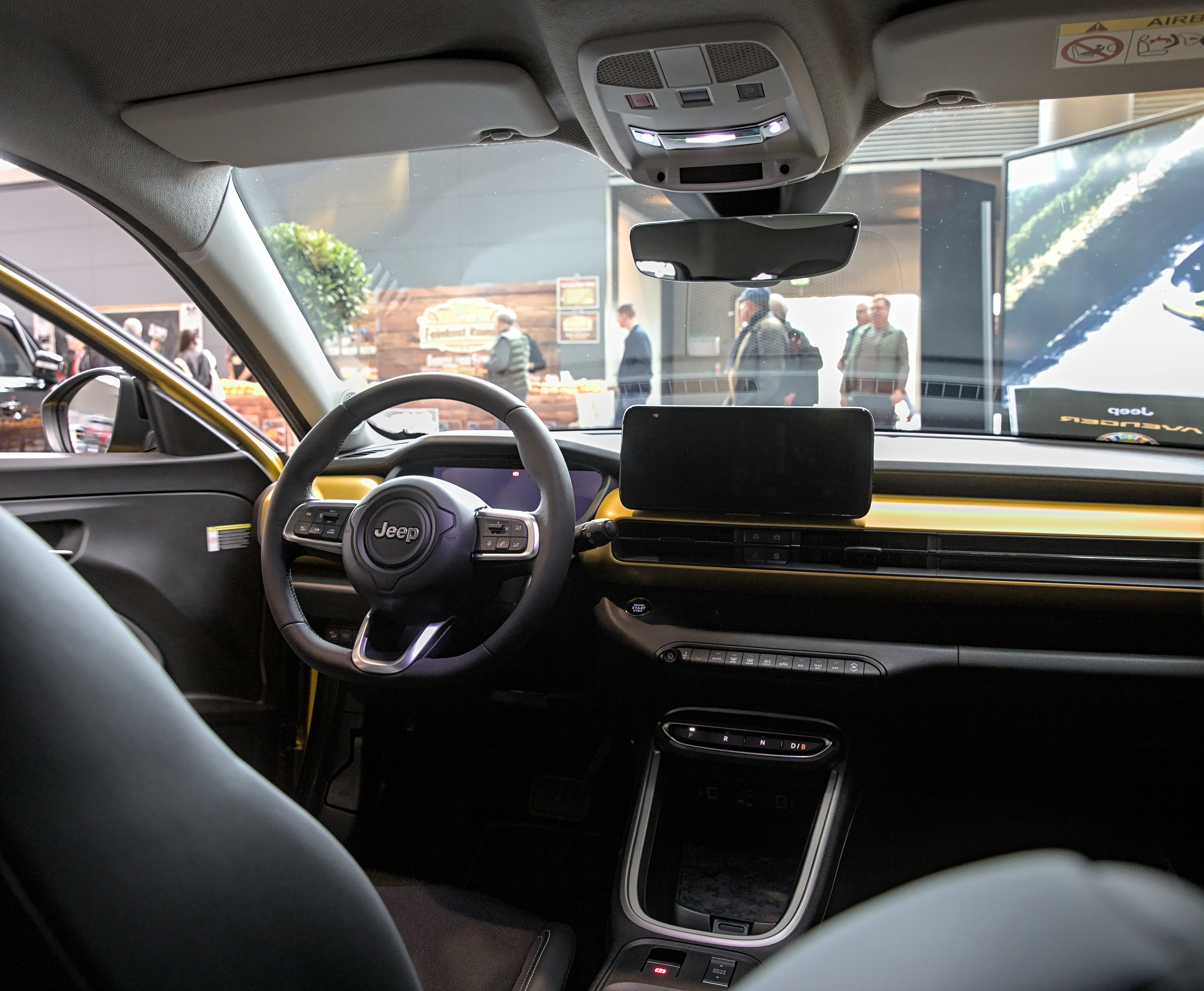
Jeep Avenger - kokpit

### Rozwój
Jeszcze w momencie powstawania w styczniu 2021 roku międzynarodowego konglomeratu Stellantis w wyniku fuzji włosko-amerykańskiego FCA i francuskiego PSA, rozpoczęto budowanie strategii rozwoju wszystkich podległych marek w oparciu o ujednolicone płyty podłogowe. W ramach tego ogłoszono pierwszą ważną nowość. Pierwszym projektem nowego koncernu została rodzina trzech nowych bliźniaczych crossoverów Alfy Romeo, Fiata i Jeepa, do których budowy wykorzystana została opracowana jeszcze za czasów PSA francuska platforma CMP wykorzystywana już dotychczas m.in. przez modele DS 3 Crossback, Opel Mokka i Peugeot 2008. 
Za priorytet obrano rozwój modelu Jeepa, nad którym wczesny etap prac rozpoczął już w czerwcu 2018 roku, kiedy to po raz pierwszy ogłoszono chęć poszerzenia gamy o model mniejszy i tańszy od Renegade'a. Pierwsze fotografie małego crossovera o nieujawnionej jeszcze nazwie przedstawiono w marcu 2022, by pół roku później ogłosić nazwę i pierwsze oficjalne informacje  podczas wrześniowego wydarzenia  Jeep 4xe Day inaugurującego poszerzenie oferty amerykańskiej firmy o pierwsze elektryczne samochody w jej historii. Na światową premierę wyznaczono październikowe targi samochodowe Paris Motor Show 2022.

### Premiera
Debiutując przed bliźniaczymi konstrukcjami Alfy Romeo i Fiata, miejski crossover amerykańskiej firmy wbrew wcześniejszym spekulacjom nie otrzymał nazwy Jeep Jeepster, lecz zyskał niestosowany dotychczas przez amerykańską firmę emblemat Avenger. Z racji pokrewieństwa z niemiecko-francuskimi konstrukcjami, samochód otrzymał podobne do nich proporcje nadwozia z muskularną sylwetką, wysoko poprowadzonym i podłużnym przodem oraz niewielką powierzchnią szyb. Jednocześnie Jeep Avenger zyskał typowy dla firmy pionowy wlot powietrza płynnie przechodzący w dwusektorowe reflektory tworzone przez pasek diod LED. Tylną klamkę drzwi wkomponowano w słupek C, a nadwozie może być opcjonalnie malowane dwubarwnie.
Kabina pasażerska utrzymana została w kanciastym wzornictwie, z deską rozdzielczą zdobioną panelem odpowiadającym malowaniu nadwozia, wzbogaconym o oświetlenie ambientowe. Przed kierowcą zastosowano cyfrowe wskaźniki o przekątnej 7 lub opcjonalnie 10,25 cali, z kolei konsolę centralną przyozdobił dotykowy, 10,25 calowy ekran kompatybilny z nową generacją systemu UConnect. Producent wygospodarował dużą ilość schowków, których łączna pojemność wyniosła 34 litry - na czele z umieszczonym w konsoli centralnej.
Choć w pierwszej kolejności zadebiutowała odmiana elektryczna, to Jeep Avenger opracowany został także z myślą o napędach spalinowych. Producent nie ujawnił w momencie premiery specyfikacji technicznej tego typu wariantów crossovera, dokonując tego ostatecznie pod koniec października 2022 - podstawową jednostką został 3-cylindrowy silnik 1.2 Turbo PureTech konstrukcji Peugeota, który rozwinął moc 99 KM i został zespolony wyłącznie z 6-biegową manualną przekładnią biegów. Specyfikacja spalinowa powstała z myślą o jedynie wyselekcjonowanych rynkach europejskich, spośród których znalazła się także Polska.

### Avenger BEV
Pierwszy zadebiutował Jeep Avenger w odmianie w pełni elektrycznej — pierwszy w historii amerykańskiej firmy produkcyjny samochód napędzany prądem. Układ napędowy utworzył silnik elektryczny o mocy 156 KM i 260 Nm maksymalnego momentu obrotowego, który dzięki baterii o pojemności 54 kWh, przejeżdża na jednym ładowaniu ok. 400 kilometrów w trybie mieszanym. Pod kątem wizualnym elektryczny Avenger zyskał emblematy e na nadwoziu oraz zaślepioną imitację wlotu powietrza.

### Avenger e-Hybrid
W listopadzie 2023 Jeep zdecydował się rozbudować gamę wariantów napędowych Avengera o trzecią pozycję, tym razem z nowym układem hybrydowym e-Hybrid przedstawionym latem tego samego roku przez koncern Stellantis. Połączył on ten sam co w odmianie benzynowej 3-cylindrowy silnik 1.2 PureTech o mocy 99 KM z 48-woltową baterią litowo-jonową i 28-konnym silnikiem elektrycznym. Układ rozwinął moc 128 KM, łącząc się z 6-stopniową, automatyczną dwusprzęgłową skrzynią biegów. 

### Sprzedaż
Już w momencie ogłoszenia planów poszerzenia portfolio Stellantis o małe crossovery wykorzystujące płytę podłogową dawnego Groupe PSA potwierdzono, że do wyłącznej produkcji trzech pojazdów na czele z modelem Jeepa wybrano polskie zakłady produkcyjne FCA Poland w Tychach, gdzie pilotażowa przedprodukcja ruszyła latem 2022. Zbieranie zamówień na Avengera rozpoczęło się w drugiej połowie października 2022, a dostawy pierwszych egzemplarzy do nabywców miały miejsce w I kwartale 2023 roku. Masowa produkcja crossovera została zainaugurowana na początku lutego 2023.
Jest to pierwszy w historii Jeep opracowany od podstaw przez europejskich inżynierów wyłącznie z myślą o tym regionie, za priorytet określając rynki Europy Zachodniej, choć wśród krajów, gdzie ofertę wzbogacił Avenger, uwzględniono także Japonię i Koreę Południową. Starszy i większy Jeep Renegade pozostał w ofercie jako pozycjonowana wyżej alternatywa, a Avenger przejął funkcję najtańszego i najmniejszego modelu w gamie. Samochód nie trafił do oferty Jeepa w Ameryce Północnej.

### Silnik
- R3 1.2 Turbo PureTech 99 KM
- R3 1.2 Turbo e-Hybrid 127 KM